# 国家体育总局
国家体育总局，简称体育总局，是中华人民共和国国务院主管体育工作的直属机构。
国家体育总局的前身是成立于1952年11月的“中央人民政府体育运动委员会”（简称“中央体委”）。1954年改称为“中华人民共和国体育运动委员会”（简称“国家体委”）。1998年3月根据第九届全国人民代表大会第一次会议批准的“国务院机构改革方案”，原“中华人民共和国国家体育运动委员会”改组为“国家体育总局”。1998年4月6日，国家体育总局正式挂牌成立。国家体育总局与中华全国体育总会（简称全国体总）一个机构两块牌子。

## 沿革
1952年11月15日，中央人民政府委员会第19次会议上，通过《关于增设中央人民政府机构的决议》，设置“中央人民政府体育运动委员会”（简称“中央体委”）；贺龙为主任。
1954年9月，第一届全国人民代表大会第一次会议在北京召开，国务院成立。根据通过的《中华人民共和国宪法》和《中华人民共和国国务院组织法》，原“中央体委”改称“中华人民共和国体育运动委员会”；国务院副总理贺龙继续担任国家体委主任。1969年6月，贺龙在文革中遭受严重迫害，病逝。
1970年6月，中共中央提出《国务院精简机构方案》。其中，将“国家体委”改为“国家体育局”，划归中国人民解放军总参谋部领导；但对外仍保留“中华人民共和国体育运动委员会”的名称。1972年2月，国家体委重新由国务院领导。
1998年3月，根据第九届全国人民代表大会第一次会议通过的《国务院机构改革方案》，“中华人民共和国国家体育运动委员会”改组为“国家体育总局”。
2020年8月31日，根据国家发展改革委《关于全面推开行业协会商会与行政机关脱钩改革的实施意见》（发改体改〔2019〕1063号），原由国家体育总局主管的全部88家体育系统行业协会与国家体育总局分离，依法直接登记、独立运行，剥离行政职能，不再设置业务主管单位。取消对行业协会的直接财政拨款，通过政府购买服务等方式支持其发展。全面实行劳动合同制度，依法依章程自主招聘工作人员。

## 职责
根据《国家体育总局职能配置、内设机构和人员编制规定》，体育总局承担下列职能：
1. 研究拟订体育工作的政策法规和发展规划并监督实施。
2. 指导和推动体育体制改革，制定体育发展战略，编制体育事业的中长期发展规划；协调区域性体育发展。
3. 推行全民健身计划，指导并开展群众性体育活动，实施国家体育锻炼标准，开展国民体质监测。
4. 统筹规划竞技体育发展，研究和平衡全国性体育竞赛、竞技运动项目设置与重点布局；组织开展反兴奋剂工作。
5. 管理体育外事工作，开展国际间和香港特别行政区及澳门、台湾地区的体育合作与交流；组织参与和举办重大国际体育竞赛。
6. 组织体育领域重大科技研究的攻关和成果推广。
7. 研究拟定体育产业政策，发展体育市场；制定体育经营活动从业条件和审批程序。
8. 负责全国性体育社团的资格审查。
9. 承办国务院交办的其他事项。

## 机构设置
根据《国家体育总局职能配置、内设机构和人员编制规定》，国家体育总局设置下列机构：

### 内设机构
- 办公厅
- 政策法规司
- 群众体育司
- 竞技体育司
- 青少年体育司
- 体育经济司
- 人事司
- 对外联络司
- 科教司
- 宣传司
- 机关党委
- 离退休干部局

### 直属事业单位
- 机关服务中心
- 财务管理和审计中心
- 训练局
- 国家奥林匹克体育中心
- 秦皇岛训练基地
- 体育科学研究所
- 运动医学研究所
- 反兴奋剂中心
- 体育文化发展中心（中国体育博物馆）
- 体育信息中心
- 对外体育交流中心
- 人力资源开发中心
- 体育器材装备中心
- 体育彩票管理中心
- 体育基金管理中心
- 体育仲裁中心

直属体育院校
- 北京体育大学
- 青岛航海运动学校
- 湛江潜水运动学校
- 安阳航空运动学校

专项运动管理中心
- 冬季运动管理中心
- 射击射箭运动管理中心
- 自行车击剑运动管理中心
- 水上运动管理中心
- 举重摔跤柔道运动管理中心
- 拳击跆拳道运动管理中心
- 田径运动管理中心
- 游泳运动管理中心
- 体操运动管理中心
- 手曲棒垒球运动管理中心
- 篮球运动管理中心
- 排球运动管理中心
- 乒乓球羽毛球运动管理中心
- 网球运动管理中心
- 小球运动管理中心
- 航空无线电模型运动管理中心
- 棋牌运动管理中心（中国棋院）

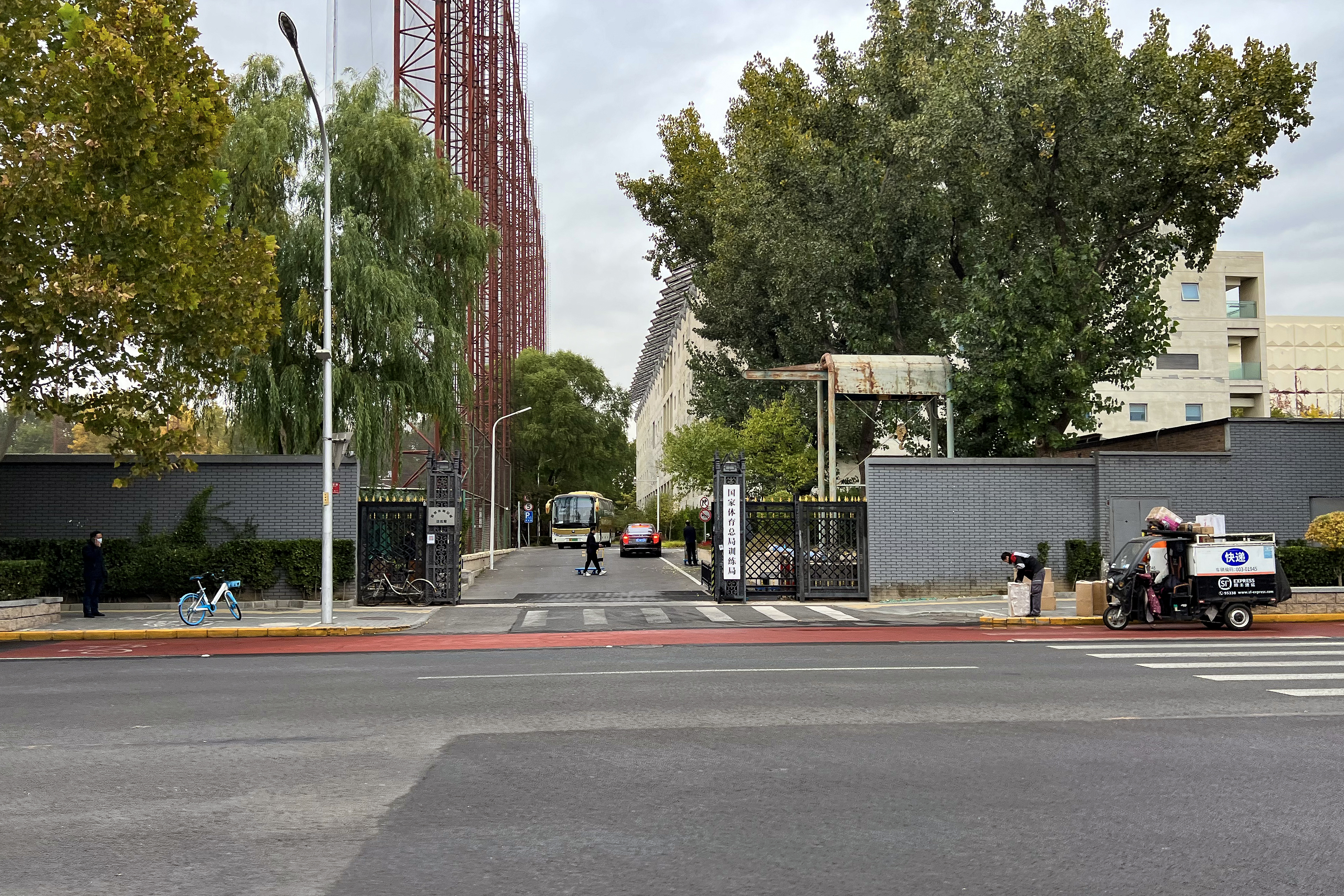
国家体育总局训练局

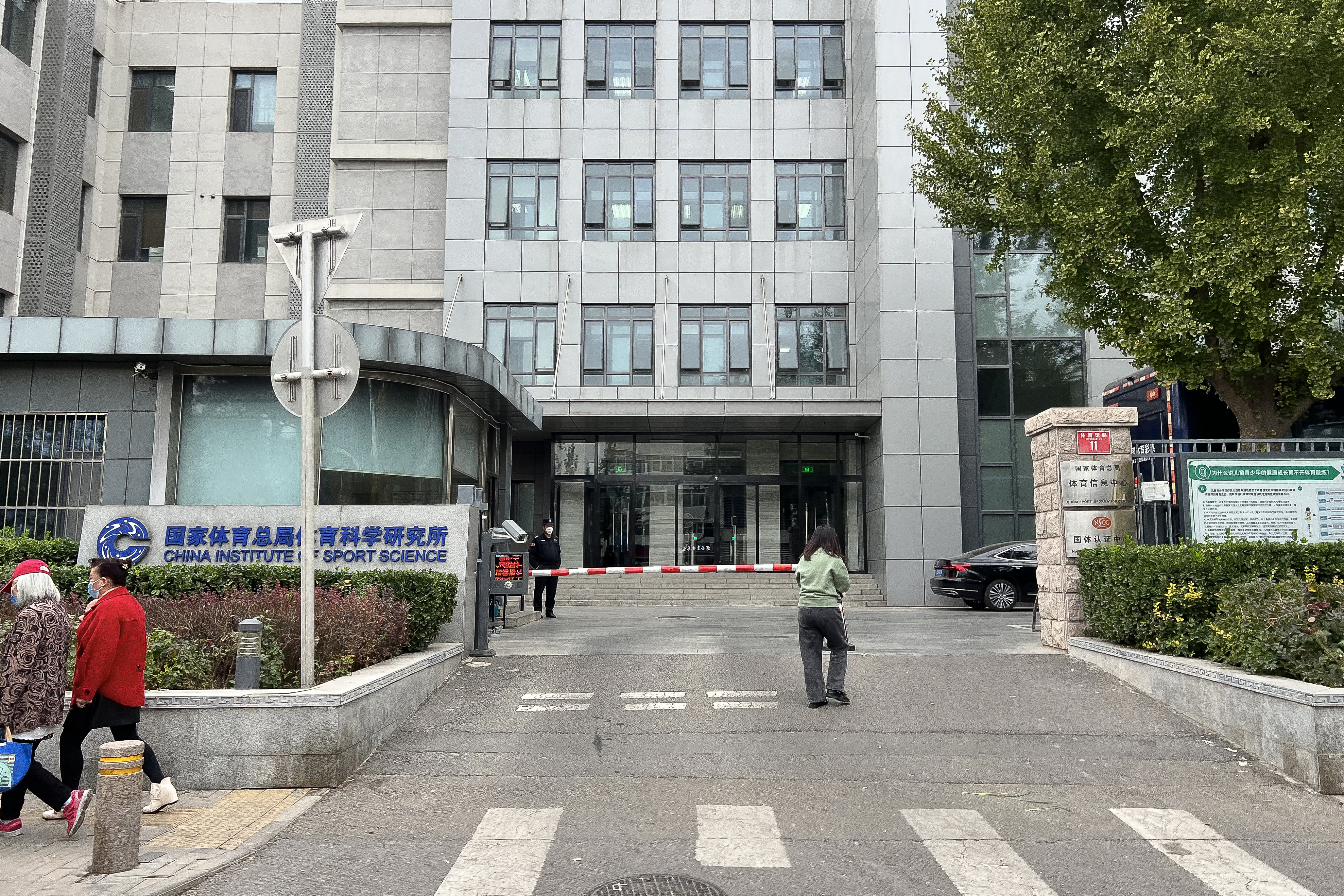
国家体育总局体育科学研究所

- 武术运动管理中心（国家体育总局武术研究院）
- 健身气功管理中心
- 登山运动管理中心
- 汽车摩托车运动管理中心
- 社会体育指导中心

### 直属企业单位
- 中国体育报业总社有限公司

## 历任领导
| 中央人民政府体育运动委员会主任 1. 贺 龙（1952年11月－1954年9月） 中华人民共和国体育运动委员会主任 1. 贺 龙（1954年9月－1967年1月） 2. 曹 诚（军事管制期，1968年－1971年） 3. 王 猛（1971年7月－1974年12月） 4. 庄则栋（1974年12月－1977年2月） 5. 王 猛（1977年2月－1981年8月） 6. 李梦华（1981年8月－1988年12月） 7. 伍绍祖（1988年12月－1998年3月） 国家体育总局局长 1. 伍绍祖（1998年3月－2000年4月） 2. 袁伟民（2000年4月－2004年12月） 3. 刘 鹏（2004年12月－2016年11月） 4. 苟仲文（2016年11月－2022年7月） 5. 高志丹（2022年7月－） | 国家体育总局副局长 …… - 张家胜（2024年3月－） - 李 静（2024年11月－） - 佟立新（2025年6月－） 中央纪委国家监委驻国家体育总局纪检监察组组长 …… - 习 骅（2018年12月－） |

### 引用
1. ↑  海口市档案局. . 海口市人民政府. 北京.   [2018-10-03]. （原始内容存档于2013-12-26） （中文（中国大陆））.
2. ↑  国家发展和改革委员会. . 中国政府网. 北京.   [2021-01-02]. （原始内容存档于2021-01-16） （中文（简体））.
3. ↑  行业协会商会与行政机关脱钩联合工作组办公室. . 中国政府网. 北京.   [2021-01-02]. （原始内容存档于2021-01-02） （中文（简体））.
4. 1 2  国务院办公厅. . 中华人民共和国中央人民政府门户网站. 北京.   [2018-10-06]. （原始内容存档于2018-10-06） （中文（中国大陆））.